# Luxemburgisches Burgenmodell-Museum

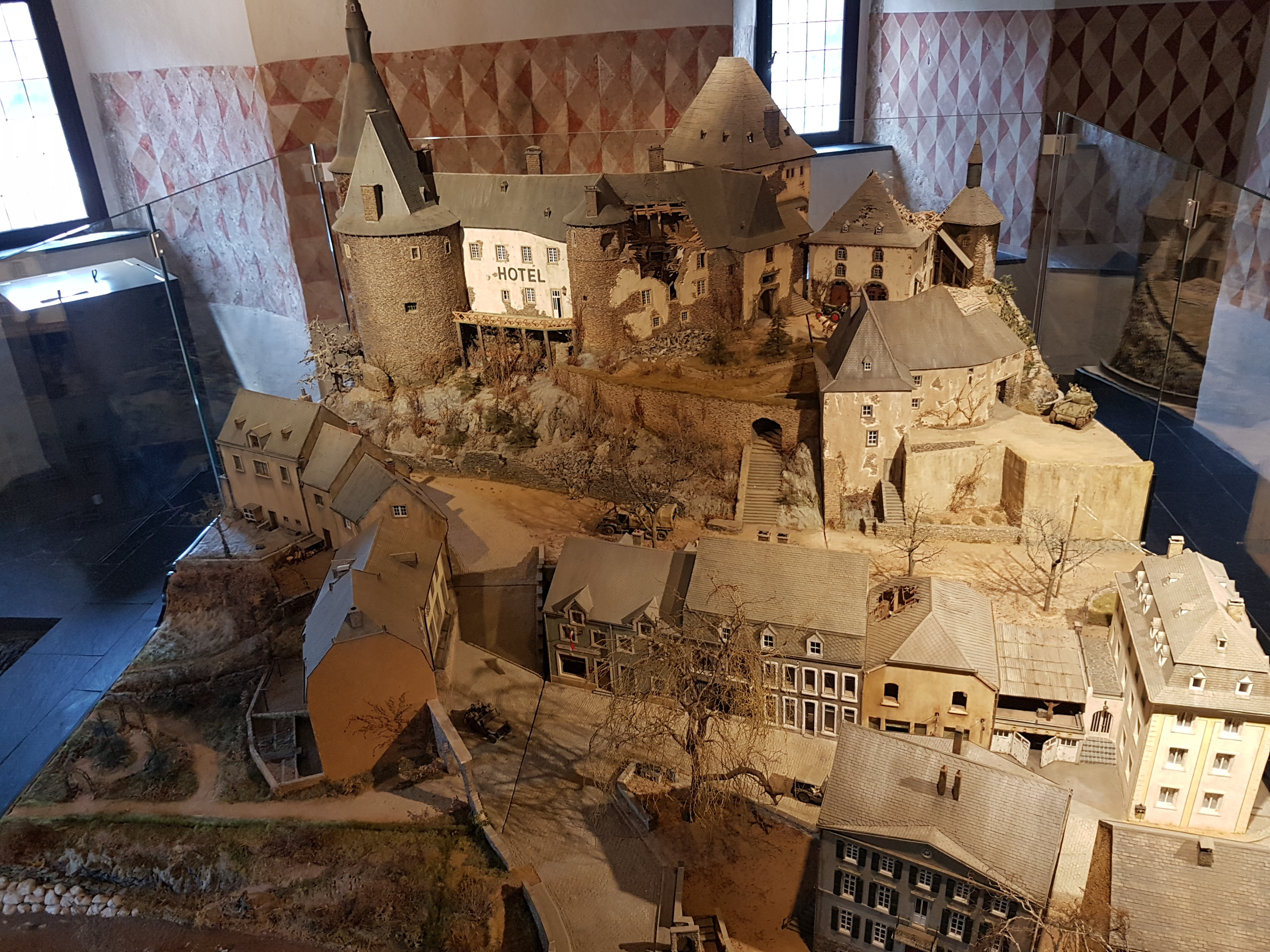

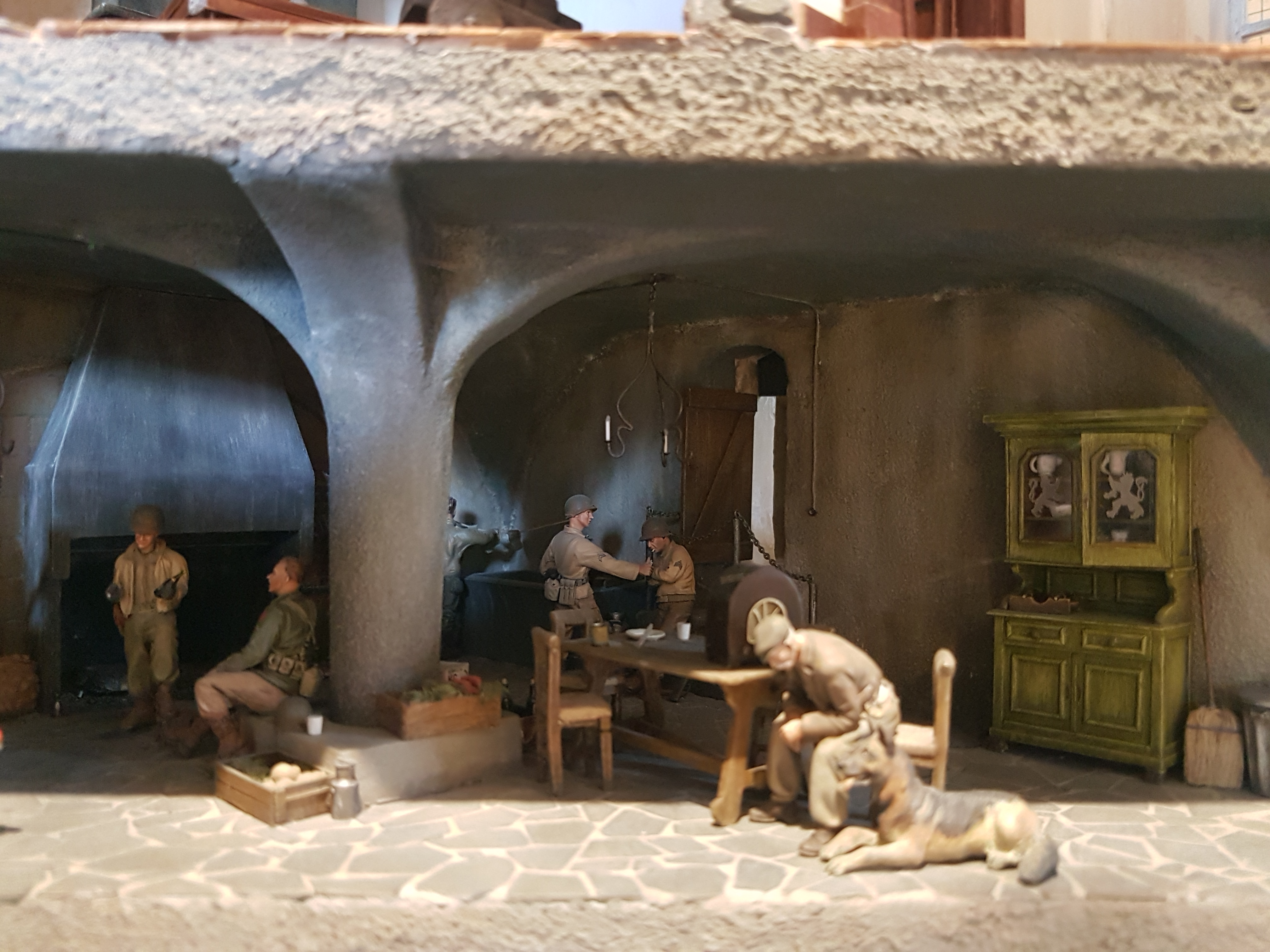
Schloss Clerf – Diorama 35:1 von Claude Joachim

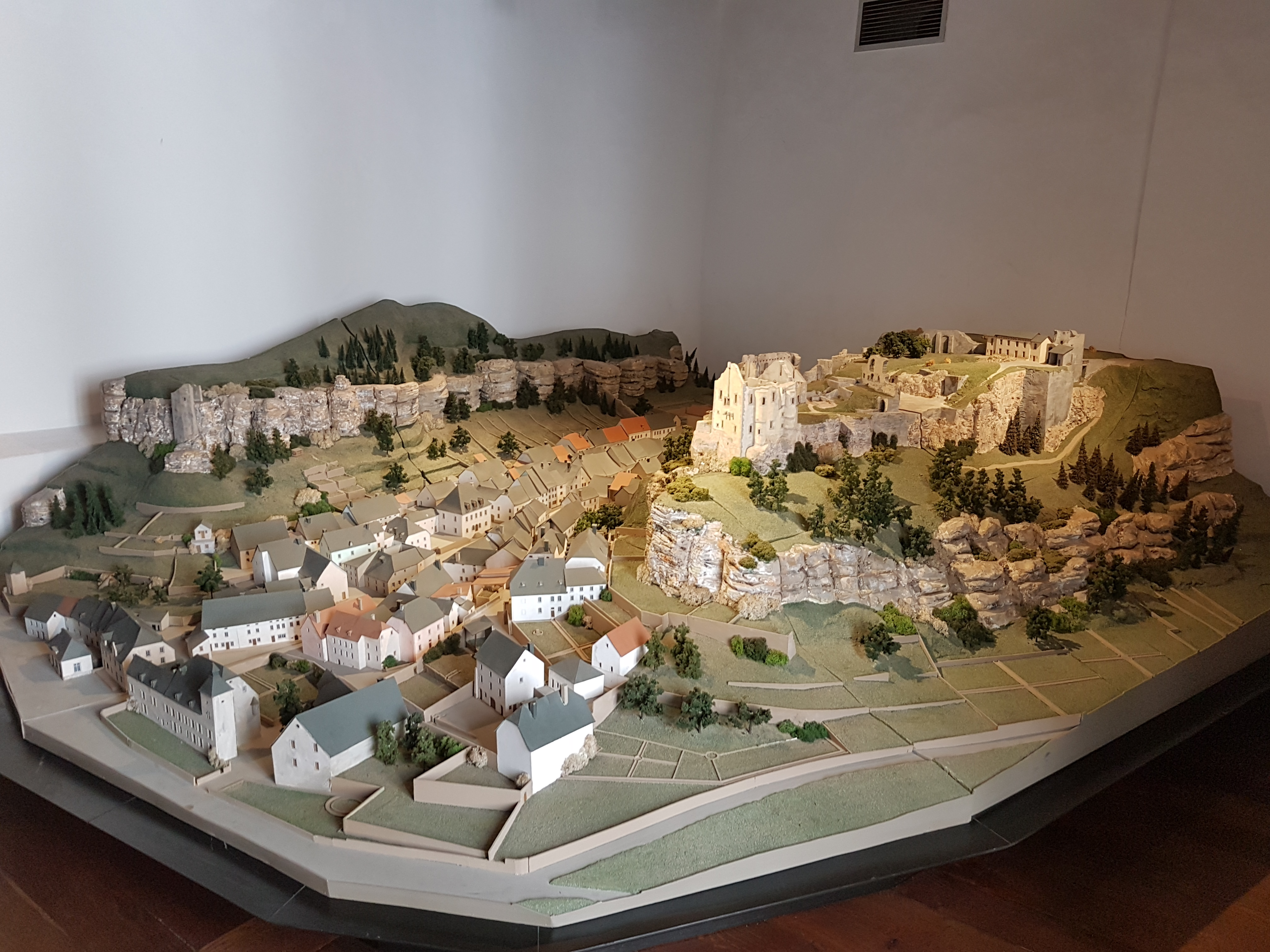

Das Luxemburgische Burgenmodell-Museum (franz.: Musée de châteaux forts luxembourgeois en maquettes; engl.: Museum of Luxembourg castles in miniature) in der Gemeinde Clervaux (luxemburgisch Klierf, Cliärref, deutsch Clerf) in Schloss Clervaux zeigt Modelle von real existierenden Burgen im Großherzogtum Luxemburg.

## Ausstellung
Die Ausstellung ist seit 1970 im Westflügel des Schlosses in Clerf zu sehen. Der Schwerpunkt der Ausstellung des Museums sind Modelle von 22 real existierenden Burgen und Schlössern sowie der näheren Umgebung im Großherzogtum Luxemburg, die in großer Detailgenauigkeit im Maßstab 1:100 dargestellt werden. Durch die Modelle soll auch die Struktur einer Stadt in Bezug auf ihre Verteidigungsstrategie überblicksweise aufgezeigt werden. Informationen in Ton und Bild (Texte in vier Sprachen) ergänzen das illustrative Konzept des Museums.
Das Diorama Clervaux 1:35 ist ein Nachbau des Schlosses Clerf, das in Details einen Kriegstag während der Ardennenoffensive zeigt. Es wurde von Claude Joachim gebaut.
Die Modelle sind im Eigentum der luxemburgischen Denkmalschutzbehörde.
Zusätzlich sind im Museum noch einige steinerne Wappen und Kragsteine sowie Bilder ausgestellt.
Die Exponate sind auf mehrere Geschossebenen verteilt. Die Besichtigung des Museums auf Schloss Clervaux dauert etwa 30 Minuten und ist grundsätzlich kostenpflichtig. Der Museumsbesuch ist mit Kinderwagen und für körperlich eingeschränkte Personen nicht möglich.